# Hohenbruch (Kremmen)
Hohenbruch ist ein Ortsteil der Stadt Kremmen im Landkreis Oberhavel in Brandenburg.

## Geografie und Verkehrsanbindung
Der Ort liegt nordöstlich der Kernstadt Kremmen an der Landesstraße L 191. Östlich verläuft die B 96, südlich fließt der Ruppiner Kanal, südwestlich erstreckt sich das rund 1186 ha große Naturschutzgebiet Kremmener Luch.
Das Ultraleichtfluggelände Kremmen OT Hohenbruch liegt etwa 2 km westlich von Hohenbruch.

## Geschichte
Am 31. Dezember 2001 schloss sich Hohenbruch mit sechs anderen Gemeinden zur Stadt Kremmen zusammen.

## Sehenswürdigkeiten
- In der Liste der Baudenkmale in Kremmen sind für Hohenbruch zwei Baudenkmale aufgeführt.
- In der Liste der Naturdenkmale in Kremmen sind für Hohenbruch fünf Naturdenkmale aufgeführt.